# 洛中洛外图
洛中洛外图是日本历史上室町时代所创作的风俗画的一种，洛是指日本京都市，源自中国洛阳。根据专家的判断，洛中洛外图是江户时代狩野派画家的作品。洛中洛外图展示了京都市的名胜古迹。其中右屏风画面的中间以二条城为主，左屏风则描画了丰臣氏馀威的方广寺大佛殿。